# Tinkercad
Tinkercad è un programma di modellazione 3D e di simulazione di circuiti elettronici di proprietà di Autodesk.

## Storia
Rilasciato nel 2011 dall'ingegnere Kai Backman e il cofondatore Mikko Mononen, con l'obiettivo di rendere tali progettazioni accessibili a chiunque e permette di pubblicare i propri lavori con una licenza Creative Commons. 
Nel maggio 2013, Autodesk ha annunciato in una Maker Faire che avrebbe acquisito Tinkercad, e nel maggio del 2017 ci ha trasferito tutte le funzionalità della suite Autodesk 123D